# قضاء أبو عريش
قضاء  أبو عريش  أحد أقضية لواء الحديدة التابع لولاية اليمن في العهد العثماني.
من نواحي القضاء: جيزان ،أبوعريش، فرسان